# دنیس پوشیلین
دنیس ولادیمیرویچ پوشیلین (به انگلیسی: Denis Pushilin) یک سیاستمدار اهل استان دونتسک است که از سال ۲۰۱۸ به عنوان رئیس‌جمهوری خودخوانده خلق دونتسک فعالیت می‌کند.
او پیشتر به عنوان رئیس شورای مردمی خدمت کرده بود و پس از ترور الکساندر زاخارچنکو، در بحبوحه درگیری در منطقه شرق اوکراین، سرپرست دولت شد. او با موفقیت برای یک دوره کامل در انتخابات ۲۰۱۸ نامزد شد.

## زندگی‌نامه
پوشیلین در ۱۹ مه ۲۰۱۴ به عنوان رئیس شورای عالی (رئیس پارلمان) جمهوری خلق دونتسک انتخاب شد و بنابراین، بر اساس پیش نویس قانون اساسی تصویب شده در ۱۵ مه، رئیس دولت شد.
دنیس پوشیلین، رئیس‌جمهوری خودخوانده اظهار داشت که تصور نمی‌کند جمهوری خلق دونتسک به یک کشور مستقل تبدیل شود، در عوض ترجیح می‌دهد به امپراتوری تازه‌بنیان روسیه بپیوندد.
پوشیلین تاکنون از دو سوءقصد جان سالم به در برده‌است که هر دو طی یک هفته در روزهای پنجم و دوازدهم اتفاق افتاده‌است.
پوشیلین در ژوئن ۲۰۱۴ در مسکو اعلام کرد که شرکت‌هایی که در مناطقی که جمهوری خلق دونتسک نامیده می‌شوند و از پرداخت مالیات به جمهوری خودداری می‌کنند، ملی خواهند شد.
به گزارش آژانس اینترفاکس، پوشیلین در ۱۸ ژوئیه ۲۰۱۴ از سمت خود به عنوان رئیس‌جمهوری خلق دونتسک استعفا داد.
او از ۱۴ نوامبر ۲۰۱۴ تا ۴ سپتامبر ۲۰۱۵ به عنوان نایب رئیس شورای جمهوری خلق دونتسک خدمت کرد و سپس جایگزین آندری پورگین شد و بار دیگر رئیس شورا شد.
در ۳۱ آگوست ۲۰۱۸، الکساندر زاخارچنکو، رهبر جمهوری دموکراتیک خلق، بر اثر انفجار بمب در رستورانی در دونتسک کشته شد. در ۷ سپتامبر ۲۰۱۸، پوشیلین به عنوان سرپرست DPR منصوب شد. گفته شده بود که وی این سمت را تا انتخابات ۱۱ نوامبر ۲۰۱۸ حفظ خواهد کرد
پوشیلین در ۶ دسامبر ۲۰۲۱ به عضویت حزب حاکم روسیه واحد در روسیه درآمد. دیمیتری مدودف، رئیس اتحادیه روسیه، شخصاً رای حزب خود را در جریان کنگره سالانه حزب در مسکو به او تحویل داد.